# Vianga dimidiata
Vianga dimidiata är en fjärilsart som beskrevs av Aurivillius 1893. Vianga dimidiata ingår i släktet Vianga och familjen Eupterotidae. Inga underarter finns listade i Catalogue of Life.